# (10032) Hans-Ulrich
(10032) Hans-Ulrich est un astéroïde de la ceinture principale.

## Description
(10032) Hans-Ulrich est un astéroïde de la ceinture principale. Il fut découvert le 3 septembre 1981 à l'observatoire Palomar par Schelte J. Bus. Il présente une orbite caractérisée par un demi-grand axe de 3,09 UA, une excentricité de 0,32 et une inclinaison de 8,9° par rapport à l'écliptique.